# Denk (Partei)
DENK bzw. die Denk-Bewegung (niederländisch Beweging DENK, Denk ist niederländisch für deutsch „Denke“ und türkisch für „gleichwertig“) ist eine sich für Einwanderung einsetzende, gesellschaftspolitisch konservative Partei in den Niederlanden. Sie richtet sich zwar nach eigenen Angaben „an alle Niederländer“, positioniert sich aber als Partei der Einwanderer und wird vor allem von marokkanisch- und türkeistämmigen Muslimen gewählt. Der Bewegung wird eine Nähe zur türkischen Regierungspartei AKP unter dem Präsidenten Erdoğan attestiert.

## Geschichte
„Denk“ wurde von Tunahan Kuzu und Selçuk Öztürk, zwei türkischstämmigen Abgeordneten der Zweiten Kammer der Generalstaaten, gegründet, nachdem sie am 13. November 2014 die sozialdemokratische Partei der Arbeit (PvdA) verlassen hatten. Am 9. Februar 2015 gaben sie ihrer Gruppe bzw. Fraktion den Namen DENK und veröffentlichten ein politisches Manifest zur Gründung einer Bewegung für Migranten und für eine „tolerante und solidarische Gesellschaft“, die u. a. ein Register für Rassismus fordert.
Bei der Parlamentswahl 2017 erreichte Denk einen Stimmenanteil von 2,1 % und zieht mit drei Abgeordneten in die Zweite Kammer ein. Anfang April 2020 wurde eine heftige interne Kontroverse zwischen Öztürk und Kuzu über die Ausrichtung der Partei bekannt, die schließlich den Rücktritt Kuzus als Parteiführer zur Folge hatte. Kuzu bezichtigte seinen Parteikollegen in einem offenen Brief des „politischen Brudermordes“.

## Programm
Denk ist für ein Rassismus-Register, das entsprechende Verfehlungen von Behörden aufzeigen soll, für die Anerkennung Palästinas als Staat durch die Niederlande und für den Rückzug bestimmter niederländischer Investitionen aus Israel.

## Kontroversen
Im Programm für die Parlamentswahl 2017 wurde im Zusammenhang mit der Armenierfrage, dem türkisch-osmanischen Völkermord an den Armeniern, ein Leid sowohl der türkischen als auch der armenischen Seite betrauert und gleichzeitig eine „unabhängige internationale Untersuchung“ gefordert, da es „keinen Konsens“ für den Tatbestand des Völkermordes gebe.
Kuzu tritt konfrontativ auf; zum Beispiel äußerte er, er habe Indizien, dass bei schwerkranken Älteren mit ausländischen Wurzeln „der Stecker schneller gezogen wird“. Denk wird vorgeworfen, ausdrücklich das Abstimmungsverhalten von Abgeordneten mit Migrationshintergrund anzuprangern, sofern es nicht mit Positionen der Partei übereinstimmt. Beispielsweise forderte Denk bei der Parlamentsabstimmung über den Völkermord an den Armeniern eine namentliche Abstimmung. Denk veröffentlichte daraufhin ein Video, das die türkeistämmigen Abgeordneten mit Namen und Foto zeigte, wenn sie mit Ja gestimmt haben. Die Kammervorsitzende Khadija Arib kritisierte das Video scharf und nannte das Verhalten von Denk als eines Kammermitgliedes unwürdig.
Verschiedentlich wird der Partei eine Nähe zur türkischen Regierung unter Erdoğan attestiert. In den Niederlanden leben etwa 400.000 Menschen mit Wurzeln in der Türkei.

## Mitglieder
Nach der Gründung der Partei stieg die Mitgliederzahl in den ersten beiden Jahren rasant an. Anschließend wuchs die Zahl nur noch geringfügig und ging zwischen 2019 und 2020 zunächst zurück. Seither nimmt die Mitgliederzahl wieder zu. Im Jahr 2023 nahm sie erstmals wieder ab.
| Jahr | Mitgliederzahl |
| ---- | -------------- |
| 2016 | 1055           |
| 2017 | 3425           |
| 2018 | 3488           |
| 2019 | 3678           |
| 2020 | 3137           |
| 2021 | 3356           |
| 2022 | 3507           |
| 2023 | 3456           |

## Wahlergebnisse
| Jahr | Wahl                | Stimmenanteil      | Sitze              |
| ---- | ------------------- | ------------------ | ------------------ |
| 2017 | Parlamentswahl 2017 | 2,1 %              | 3/150              |
| 2019 | Europawahl 2019     | 1,1 %              | 0/26               |
| 2019 | Senatswahl 2019     | 0,9 %              | 0/75               |
| 2021 | Parlamentswahl 2021 | 2,0 %              | 3/150              |
| 2023 | Senatswahl 2023     | nicht teilgenommen | nicht teilgenommen |
| 2023 | Parlamentswahl 2023 | 2,4 %              | 3/150              |